# 三業
三業，佛教阿毗達摩（論藏）術語，為身業、口業、意業三者的合稱。根據造作業的處所，而對業做出分類。在此之外，三受業與三時業等，也可以被稱為三業。

## 概論
根據後世整理釋迦牟尼的學說，認為業可分為“思業”與“思已業”二者，稱為二業。由二業展開，思業為意業，是內在的業，而外顯於外，為思已業，分為身業與口業二者。結合身業、口業、意業三者，稱為三業

## 其他三業
在身、語、意三業之外，還有其他也被稱為三業的說法。

## 外部連結
. 中華民國日蓮正宗基金會.   [2019-12-11]. （原始内容存档于2021-06-21） （中文）.